# Rosalind Franklin (ferry)
Pour l’article homonyme, voir Rosalind Franklin.
Pour les autres navires du même nom, voir Bretagne (navire).
Le Rosalind Franklin est un ferry de la compagnie espagnole Baleària. Construit pour la compagnie Brittany Ferries de 1988 à 1989 aux Chantiers de l'Atlantique de Saint-Nazaire sous le nom de Bretagne, il représente à l'époque une évolution significative par rapport aux autres navires de la flotte de la compagnie bretonne de par sa taille imposante et la qualité de ses prestations. Mis en service en juillet 1989, il était à l'origine affecté aux liaisons reliant la France, l'Irlande, le Royaume-Uni et l'Espagne avant d'être transféré à partir de 1993 sur les lignes transmanches entre Saint-Malo et Portsmouth. Retiré du service en novembre 2024 en prévision de l'arrivée de son successeur le Saint-Malo, il est revendu à Baleària en mars 2025 et rebaptisé Rosalind Franklin. Il navigue désormais en Méditerranée sur les liaisons reliant l'Espagne, le Maroc et l'Algérie depuis le mois de mai.

## Histoire

### Origines et construction
À la fin des années 1980, Brittany Ferries poursuit son essor incessant depuis le début de ses activités en 1973. Tout au long de la décennie, la compagnie bretonne étoffe son offre adressée aux passagers en multipliant l'ouverture de nouveaux itinéraires vers le Royaume-Uni ainsi que vers l'Espagne et l'Irlande et se constitue une flotte de car-ferries, essentiellement acquis sur le marché de l'occasion. En 1986 cependant, il est constaté que les moyens mis en œuvre par l'armateur ne suffisent pas à absorber efficacement le flux de voyageurs en constante augmentation, tout particulièrement à destination de l'Espagne et l'Irlande. Afin de résoudre ce problème, la direction envisage dans un premier temps la jumboïsation du ferry Quiberon dans le but d'accroître sa capacité et son confort, mais le projet n'aboutira cependant pas. À la suite d'une étude menée entre 1986 et 1987, Brittany Ferries décide finalement de passer commande d'un navire neuf qui remplirait un rôle de navire-amiral et naviguerait sur les principaux axes de la compagnie.
Porté par Alexis Gourvennec, fondateur de l'armement, ce projet prévoit la construction d'un « jumbo-ferry » présentant des caractéristiques supérieures à celles des autres navires de la flotte. Avec une longueur de 150 mètres et une capacité de 2 000 passagers, cette nouvelle unité est plus longue de trente mètres et peut embarquer deux fois plus de passagers que le Quiberon, actuel fleuron de Brittany Ferries. Son tirant d'air est également deux fois supérieur par rapport à celui de son prédécesseur grâce à l'accroissement du nombre de ponts. Directement basée de celle des imposants car-ferries des compagnies TT-Line ou Stena Line, la conception du nouveau navire intègre les dernières innovations en matière de construction navale. Ainsi, sa carène, dessinée par un cabinet d’architectes finlandais, est étudiée pour garantir la meilleure tenue de mer possible, notamment dans le golfe de Gascogne, réputé pour ses conditions de navigation difficiles en période hivernale. La passerelle de navigation est équipée d'instruments dernier cri permettant l'automatisation de certains systèmes et le renforcement de la sécurité à bord. Le navire se démarque également par ses aménagements intérieurs, témoignant la volonté de Brittany Ferries d'augmenter considérablement son standing. Ces installations sont prévues pour proposer une qualité et un confort équivalent à celles d'un navire de croisière avec plusieurs espaces de restauration, dont un restaurant à la carte, et des divertissements tels qu'un bar-salon, des boutiques et même un cinéma. La décoration de ces locaux est confiée au peintre écossais Alexander Goudie qui agrémentera les intérieurs de peintures et fresques rendant pleinement hommage à la Bretagne, à sa culture et à ses traditions. Une autre innovation au sein de la compagnie est l'accroissement du nombre de cabines privatives, désormais toutes équipées de sanitaires et comptant même des suites. Les caractéristiques exceptionnelles de ce futur navire entraînent inévitablement un coût très élevé que Brittany Ferries ne peut assumer seule. Afin de régler la facture s'élevant à 437 millions de francs, la compagnie peut heureusement compter sur ses solides partenariats avec les quatre départements de la région Bretagne à travers la société d'économie mixte SABEMEN qui finance depuis 1982 le développement de la flotte.
La commande du navire est passée courant 1987 aux prestigieux Chantiers de l'Atlantique de Saint-Nazaire. Représentant une étape importante dans le développement de Brittany Ferries et du transport maritime breton, la nouvelle unité est symboliquement baptisée Bretagne. Lancé le 4 février 1989, sa livraison, initialement prévue pour le mois de mai, n'interviendra que le 12 juillet après cinq mois de finitions.

### Service

#### Brittany Ferries (1989-2025)
Inauguré à Roscoff le 12 juillet 1989, le Bretagne est baptisé ce même jour. Son voyage inaugural a lieu quelques jours plus tard le 16 juillet, à destination de Plymouth. Exploité sur les lignes les plus fréquentées de Brittany Ferries, le navire rencontre dès sa mise en service un très grand succès auprès de la clientèle. Cependant, il est rapidement constaté que le nouveau fleuron n'est pas suffisamment équipé en cabines, ce qui amène Brittany Ferries à envisager son remplacement par une unité plus imposante. Ainsi, en juin 1993, le Bretagne est supplanté sur les lignes phares de la compagnie bretonne par le ferry d'occasion Val de Loire, disposant d'un plus grand nombre de couchettes mais aussi d'une capacité de roulage plus élevée. L'arrivée de ce nouveau navire permet alors le transfert du Bretagne sur la ligne entre Saint-Malo et Portsmouth en remplacement du vieil Armorique et par conséquent d'améliorer considérablement la qualité du service sur cette desserte.
En 2004, en raison de la mise en service du cruise-ferry Pont-Aven, Brittany Ferries envisage alors une utilisation combinée du Bretagne et du Val de Loire sur plusieurs itinéraires. Si les deux navires sont principalement affectés en tandem entre Saint-Malo et Portsmouth, ils expérimentent également une liaison hebdomadaire entre Cherbourg et Portsmouth. Cette ligne ne rencontrera toutefois pas le succès escompté et sera abandonnée en 2005. Cette même année, Brittany Ferries fera le constat qu'un seul navire s'avère suffisant pour assurer la ligne Saint-Malo - Portsmouth, ce qui entraînera le transfert du Bretagne entre Roscoff et Plymouth. Cependant, en raison de la vente du Val de Loire à la fin de l'année et de l'affrètement du ferry Pont-l'Abbé, le navire est de nouveau affecté entre Saint-Malo et Portsmouth à partir de mars 2006.
Au cours de la seconde moitié des années 2000, le navire connaît quelques utilisations exceptionnelles en plus de sa principale affectation. Durant les périodes d'arrêts techniques, intervenant généralement en hiver, il navigue temporairement sur les autres lignes de Brittany Ferries afin de pallier l'indisponibilité des navires habituellement affectés. Le Bretagne effectue ainsi quelques traversées sur les liaisons Portsmouth - Santander, Cherbourg - Poole en 2007 et Caen - Portsmouth jusqu'en 2008. À cette même période, il est spécialement affrété à deux reprises, en 2006 et en 2008, pour assurer des mini-croisières entre Portsmouth, Rouen et Anvers à l'occasion des fêtes de fin d'année. Enfin, à l'occasion d'un arrêt technique au début de l'année 2007, la livrée du navire est légèrement modifiée avec notamment l'ajout de la nouvelle graphie du logo de Brittany Ferries.

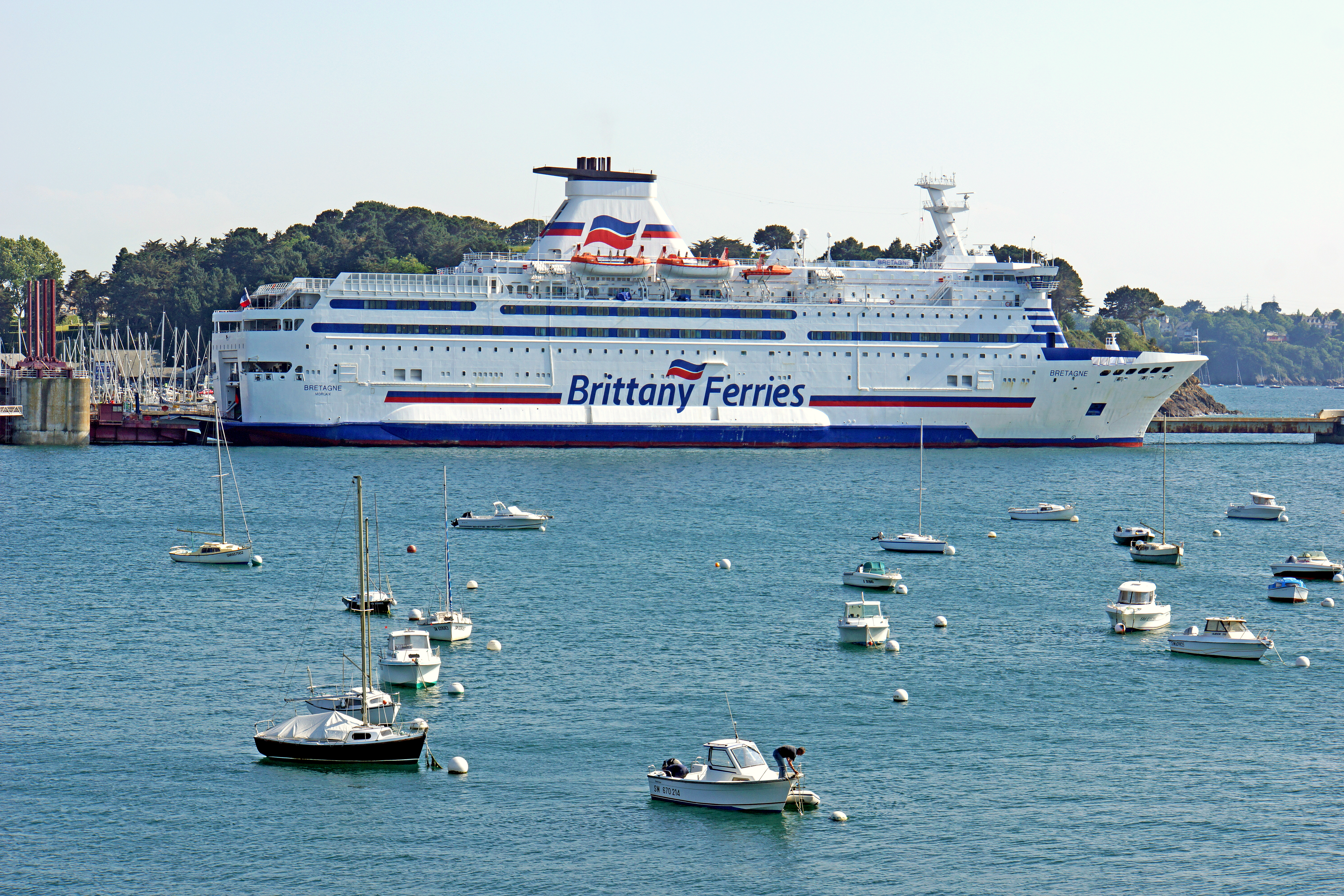
Le Bretagne à quai à Saint-Malo en 2014.

En 2009, à l'occasion de ses 20 ans de carrière, le Bretagne bénéficie d'une importante refonte au niveau de ses aménagements intérieurs. Des interventions sont réalisées au niveau du bar, du restaurant self-service, des salons fauteuils ainsi que des cabines. Ce rafraîchissement permet d'augmenter le confort du navire et d'harmoniser ses installations avec celles d'unités plus récentes telles que le Mont St Michel ou encore l‘Armorique. À compter de l'hiver 2011-2012, Brittany Ferries décide de désarmer le Bretagne pendant les périodes hivernales.
Le 1er novembre 2015, alors qu'il est sur le point de quitter Saint-Malo, un incendie se déclare dans la salle des machines au niveau d'un des générateurs. Rapidement maîtrisé grâce au performant dispositif de lutte anti-incendie du navire, le feu est éteint par l'équipage avant qu'il n'ait pu occasionner plus de dégâts. Légèrement endommagé, le générateur sera remis en état les semaines suivantes.
À l'occasion de son hivernage annuel au Havre en décembre 2018, le Bretagne est repeint aux nouvelles couleurs de Brittany Ferries. La livrée est modifiée avec l'ajout d'une unique bande bleue le long des sabords du pont 7 ainsi que le nouveau logo de la compagnie bretonne,.
Au mois de mars 2020, Brittany Ferries est contrainte de suspendre les rotations de ses navires en raison de la propagation de la pandémie de Covid-19 en Europe. Le Bretagne se retrouve ainsi désarmé jusqu'au mois de juin avant de reprendre ses traversées entre Saint-Malo et Portsmouth durant la saison estivale. Le 27 juillet vers 8h, alors que le Bretagne achève une traversée entre Portsmouth et Saint-Malo, un mouvement social des dockers en soutien aux employés de la société Saint-Malo Manutention, en liquidation judiciaire, organise le blocage du port malouin et empêche le navire d'accoster et contraignent l'équipage à se dérouter vers Cherbourg afin de pouvoir débarquer les 500 passagers et leurs véhicules,. À l'issue de la saison, en raison de la décision du gouvernement britannique de durcir les restrictions à la suite de la recrudescence de l'épidémie, la ligne Saint-Malo - Portsmouth est de nouveau suspendue compter du 7 septembre. Le Bretagne ne reprendra la mer qu'au mois de mars 2022 après un an et demi d'immobilisation.
En ce début des années 2020, la problématique du remplacement du navire, ayant dépassé les 30 ans de navigation, refait surface. Dès la fin de l'année 2013, la direction s'était penchée sur la question et envisageait initialement la construction d'un navire neuf propulsé au GNL qui aurait supplanté le Bretagne à l'horizon 2017. Ce projet a toutefois été annulé et le remplacement du Bretagne reporté en raison de son assez bon état général. Le sujet est à nouveau évoqué en juin 2015 lorsque la compagnie annonce un nouveau projet de commande de navire neuf avec une livraison prévue pour 2019, laissant entendre que le navire pourrait potentiellement quitter la flotte cette année-là. Mais alors que des commandes d'unités neuves sont passées à partir de 2017, la sortie de flotte du Bretagne ne semble plus à l'ordre du jour. C'est finalement en juillet 2021 que le remplacement du navire est acté avec l'annonce de l'affrètement d'un nouveau ferry de la classe E-Flexer dont la livraison est prévue pour 2024.
Ainsi, le 3 novembre 2024 vers 10h30, le Bretagne, sous grand pavois, appareille de Saint-Malo pour sa dernière traversée vers Portsmouth. Arrivé dans la soirée, il quitte pour la dernière fois le Royaume-Uni à 20h15. Durant ces deux rotations, une cérémonie officieuse est tenue à bord pour commémorer la longue carrière du navire. Le matin du 4 novembre, le Bretagne accoste à Saint-Malo, mettant un point final à 35 années de navigation pour le compte de Brittany Ferries, dont 31 ans sur la liaison Saint-Malo - Portsmouth. Le lendemain dans la matinée, le navire rejoint Le Havre pour y être désarmé en attendant un potentiel acheteur. Au cours de sa carrière sous pavillon français, le Bretagne aura transporté près de 13 millions de passagers.
En février 2025, les logos de Brittany Ferries sont effacés des flancs et de la cheminée. Tout au long du mois, la compagnie espagnole Baleària est citée comme étant l'acheteur du navire avant que l'information ne soit confirmée au début du mois de mars,,.

#### Baleària (depuis 2025)
Réceptionné par la compagnie espagnole en mars 2025, le navire est rebaptisé Rosalind Franklin, nom de la physicochimiste britannique ayant notamment participé à la caractérisation de l'ADN. Il est le deuxième navire de l'armement à porter ce nom. Le 18 mars à 1h20 du matin, le ferry appareille du Havre sous pavillon chypriote afin de rejoindre l'Espagne. Après quatre jours de navigation, il atteint Cadix dans la matinée du 22 mars. Après un passage en cale sèche au cours duquel il est mis aux standards de Baleària, le Rosalind Franklin entre en service entre Almería et Nador le 8 mai. À partir du 17 juin, il est transféré sur les lignes entre l'Espagne et l'Algérie.

## Aménagements
Le Rosalind Franklin compte 11 ponts. Les locaux des passagers occupent la totalité des ponts 6, 7 et 8 ainsi qu'une partie des ponts 9, 1 et 2 tandis que ceux de l'équipage occupent principalement les ponts 9 et 10. Les ponts 3, 4 et 5 abritent quant à eux les garages.

### Locaux communs
Les installations du Rosalind Franklin sont situées sur les ponts 7, 8 et 9. Parmi elles se trouvent le bar-salon Gwenn Ha Du situé au pont 8 arrière, le café La Gerbe de Locronan, situé à proximité, le self-service La Baule à l'avant au pont 7 et le restaurant Les Abers à l'arrière. Le navire est également équipé d'une galerie marchande sur le pont 7, une boutique sur le pont 6, salle d'arcade sur le pont 9 ainsi que deux petites salles de cinéma sur le pont 5.

### Cabines
Le Rosalind Franklin dispose de 376 cabines privatives situées principalement sur le pont 6 mais également sur la partie avant du pont 8 ainsi que sur les ponts 1 et 2, en dessous des garages. Internes ou externes, 145 sont équipées de quatre couchettes, 141 en possèdent deux et 16 sont des suites Commodore à trois places. Toutes sont pourvues de sanitaires privés comprenant douche, WC et lavabo. Le navire propose également 319 places en fauteuils répartis au sein de quatre salons situés sur le pont 8 du côté tribord et un au pont 9.

## Caractéristiques
Le Rosalind Franklin mesure 151,20 mètres de long pour 26 mètres de large, son tirant d'eau est de 6,20 mètres et sa jauge brute est de 24 534 UMS. Le navire peut transporter 2 056 passagers et possède un garage de 735 mètres linéaires de roll, soit une capacité de 530 véhicules et 40 remorques, accessible au moyen de deux portes-rampes axiales à la proue et à la poupe. Sa propulsion est assurée par quatre moteurs diesel Wärtsilä-Crepelle 12V32D développant une capacité de 17 760 kW entraînant 2 hélices à pas variable faisant filer le bâtiment à plus de 21 nœuds. Le Rosalind Franklin est aussi doté de deux propulseurs d’étrave et d'un stabilisateur anti-roulis à deux ailerons rétractables. Les dispositifs de sécurité se composent de quatre embarcations de sauvetages fermées de grande taille, complétées par une embarcation plus petite, une embarcation semi-rigide ainsi que de nombreux radeaux de sauvetage.

## Lignes desservies
Au début de sa carrière, le Bretagne était positionné sur les principales lignes de Brittany Ferries entre la France, l'Irlande, le Royaume-Uni et l'Espagne. Le navire desservait ainsi depuis Roscoff les ports de Cork et de Plymouth mais aussi Santander au départ du port anglais.
De 1993 à 2024, le Bretagne était essentiellement affecté à la liaison entre Saint-Malo et Portsmouth qu'il desservait initialement toute l'année puis de manière saisonnière à partir de 2011. Il a parfois servi de manière occasionnelle sur d'autres lignes de Brittany Ferries telles que Caen - Portsmouth, Portsmouth - Santander, ou Cherbourg - Poole.
Depuis mai 2025, le Rosalind Franklin est employé en Méditerranée sur les liaisons internationales de Baleària entre l'Espagne, le Maroc et l'Algérie. Le navire effectue ainsi des rotations sur les lignes Almería - Nador, Barcelone - Alger, Barcelone - Oran et Valence - Oran.